# بانوب
قرية بانوب هي إحدى القرى التابعة لمركز نبروه في محافظة الدقهلية في جمهورية مصر العربية. حسب إحصاءات سنة 2006، بلغ إجمالي السكان في بانوب 8199 نسمة، منهم 4216 رجل و3983 امرأة. عثر في القرية على ثلاثة قطع أثرية تعود لعهد أواخر الدولة المصرية يحتمل أنها أخذت من بهبيت الحجارة.

## التاريخ
قرية بانوب من القرى القديمة، واسمها الأصلي وقت الفتح الإسلامي لمصر بانوب، وقد وردت باسم بانوب في أعمال الغربية ضمن قرى الروك الصلاحي التي أحصاها ابن مماتي في كتاب قوانين الدواوين، كما وردت باسم بانوب في أعمال الغربية ضمن قرى الروك الناصري التي أحصاها ابن الجيعان في كتاب «التحفة السنية بأسماء البلاد المصرية». وفي العصر العثماني كان اسمها في تربيع سنة 933هـ/1527م الذي أجراه الوالي العثماني سليمان باشا الخادم في عصر السلطان العثماني سليمان القانوني بانوب ضمن قرى ولاية الغربية، وفي تاريخ 1228هـ/1813م الذي عدّ قرى مصر بعد المسح الذي قام به محمد علي باشا باسم بانوب ضمن قرى مديرية الغربية.